# Cantharis livida
Cantharis livida är en skalbaggsart som beskrevs av Carl von Linné 1758. Cantharis livida ingår i släktet Cantharis, och familjen flugbaggar. Arten är reproducerande i Sverige.

## Utbredning
Arten finns i stora delar av Europa, i östra Palearktis och i Nordafrika.

## Underarter
Det finns 10 underarter beskrivna.
- Cantharis livida var. adusta Reitter
- Cantharis livida var. inscapularis Pic, 1909
- Cantharis livida var. luteiceps Schilsky
- Cantharis livida var. melaspis Chevrolat
- Cantharis livida var. menetriesi Faldermann, 1838
- Cantharis livida var. nigripes Schilsky, 1889
- Cantharis livida var. rufipes Herbst, 1784
- Cantharis livida var. scapularis Redtenbacher 1858
- Cantharis livida var. sicula Bourgeois, 1893
- Cantharis livida var. varendorffi Reitter, 1904

## Bildgalleri

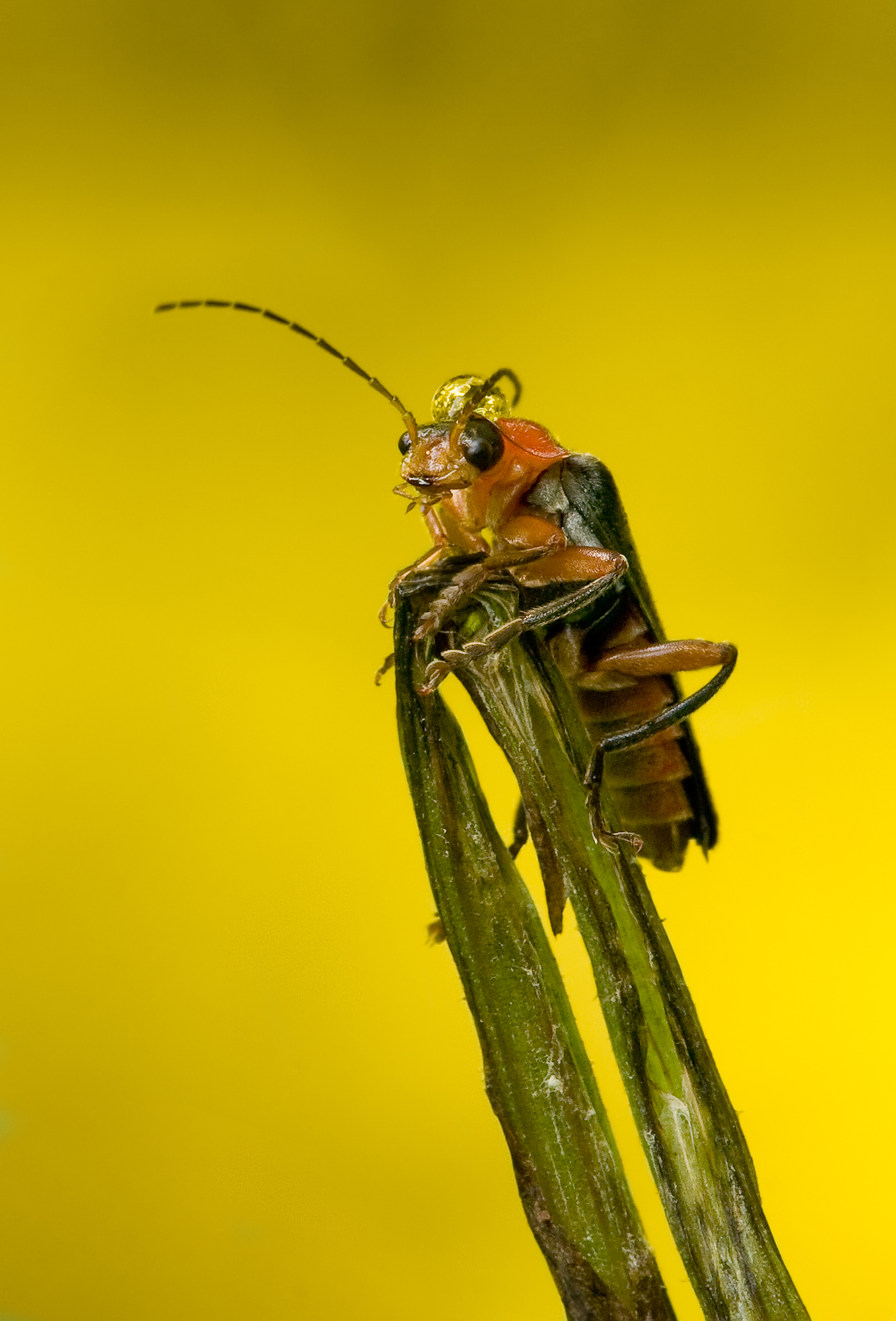
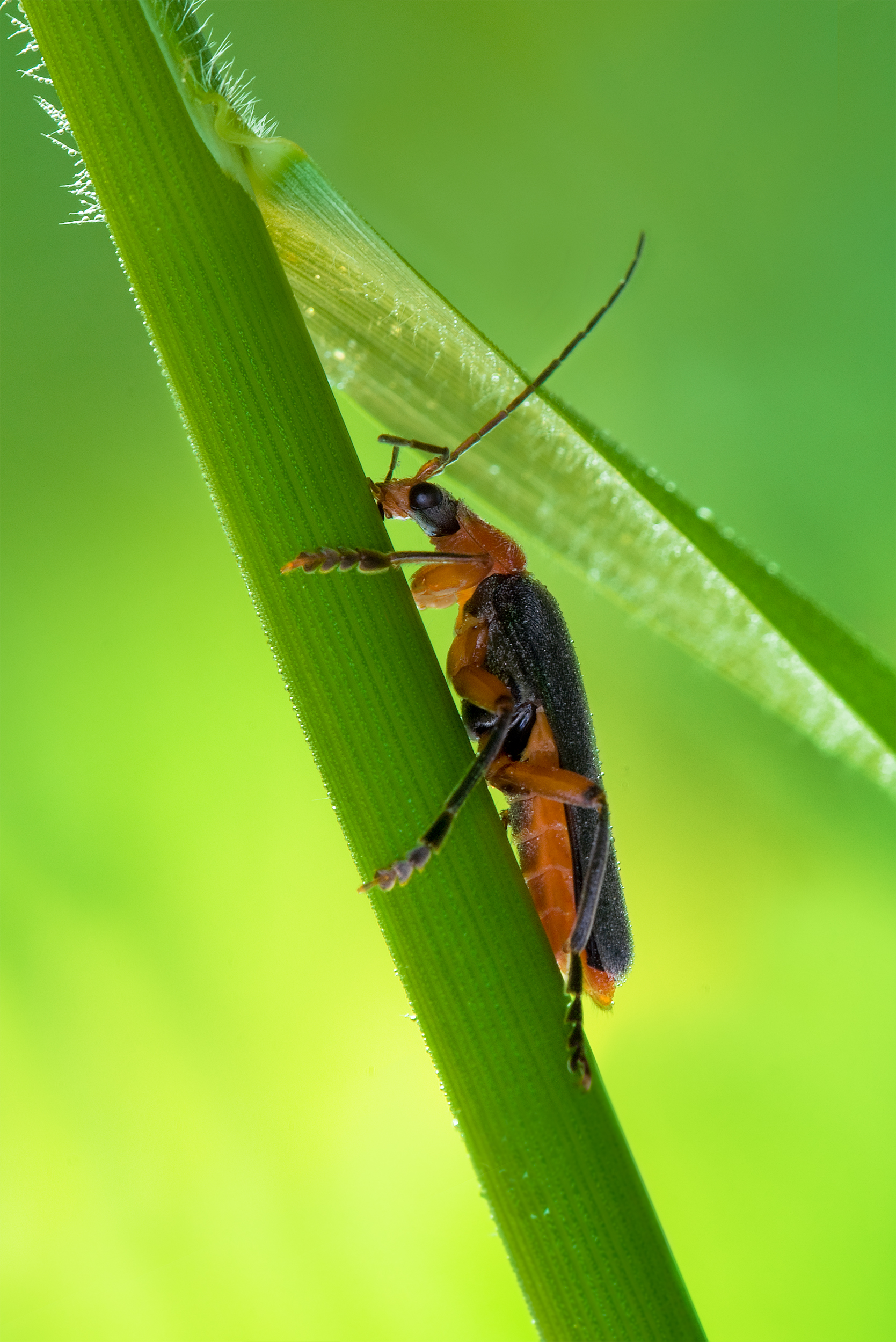
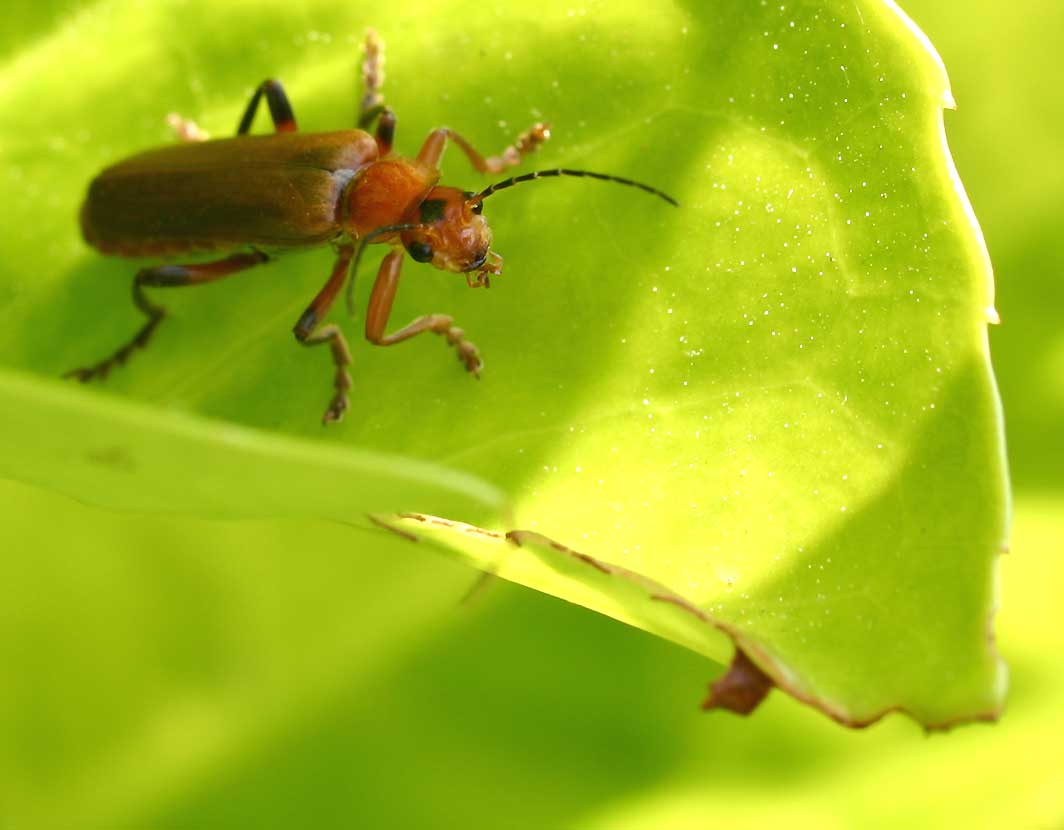
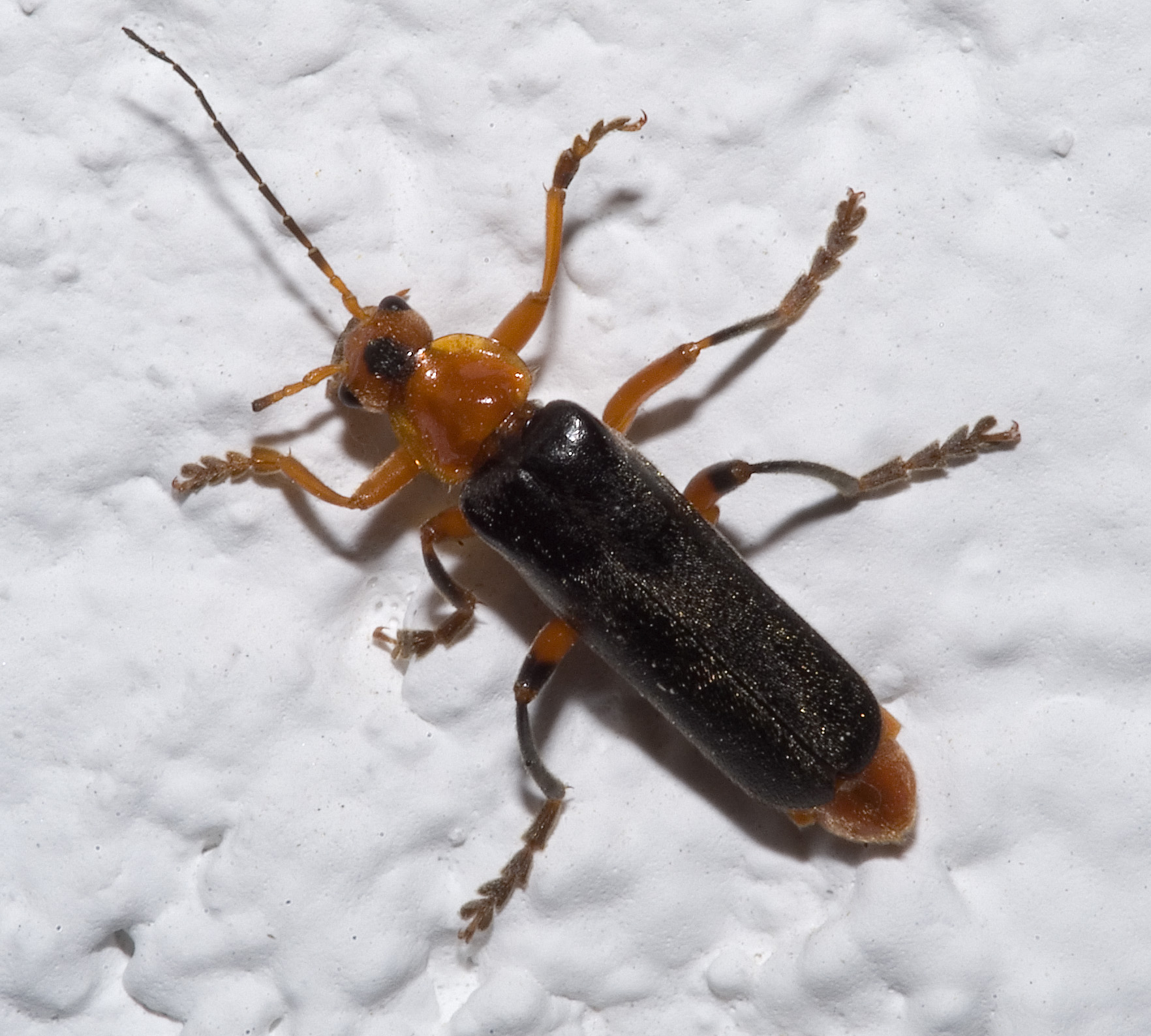
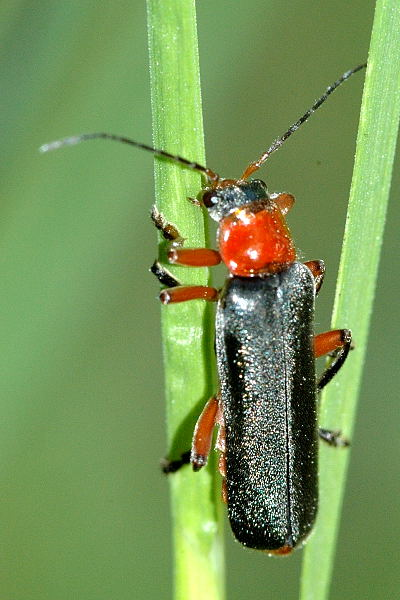
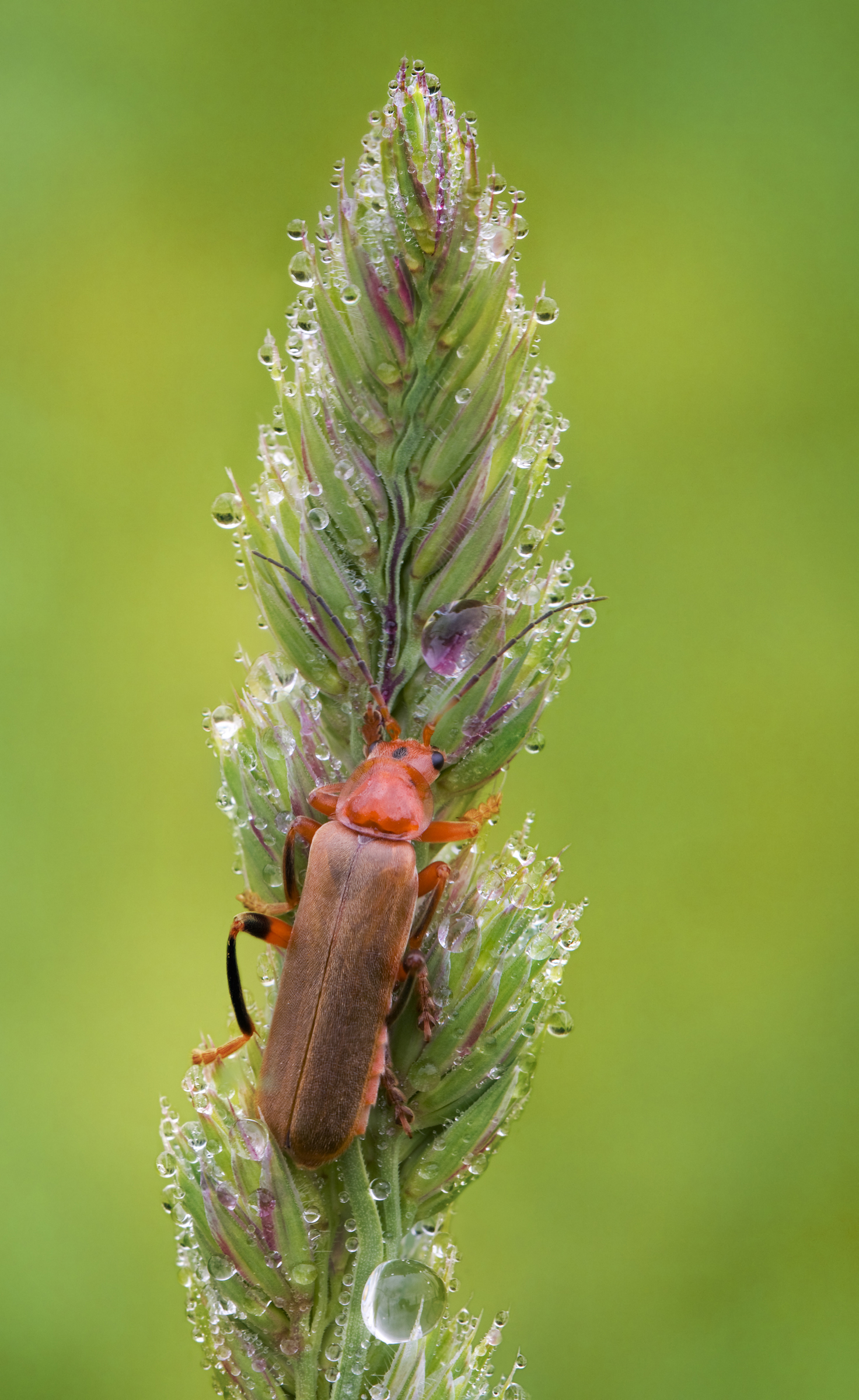